# Amedeo D'Addario
Amedeo D'Addario (Colledimezzo, 5 luglio 1941) è un politico italiano.

## Biografia
Esponente del PSI abruzzese. Dal 1964 al 1970 è assessore comunale a Città Sant'Angelo.
Viene eletto deputato socialista nella circoscrizione L'Aquila-Pescara-Chieti-Teramo nel 1987 per la X Legislatura; non viene rieletto alle elezioni del 1992.
Alle elezioni politiche del 2001 si candida al Senato in Abruzzo per Democrazia Europea, senza risultare eletto.